# Staroje Achpierdino (rejon kanaski)
Staroje Achpierdino (ros. Старое Ахпердино) – wieś (dieriewnia) w Rosji, w Czuwaszji, w rejonie kanaskim. W 2010 liczyła 251 mieszkańców.